# Dwergbootsmannetje
Het dwergbootsmannetje (Plea minutissima) is een wants die behoort tot de familie dwergbootsmannetjes (Pleidae). De soort komt voor in een breed scala van waterhabitats, waaronder vijvers, meren en langzaam stromende rivieren.

## Naam en indeling
De wetenschappelijke naam van de soort werd voor het eerst voorgesteld door William Elford Leach in 1817. De soort werd later beschreven als Plea atomaria door Peter Simon Pallas in 1771. De soortaanduiding minutissima betekent vrij vertaald 'fijngebouwd' of 'klein'. Er worden twee ondersoorten erkend; Plea minutissima minutissima en Plea minutissima tassilii. 

## Kenmerken
Het dwergbootsmannetje is een relatief kleine soort en bereikt een lichaamslengte van ongeveer twee tot drie millimeter. Jongere dieren hebben een afgeplat lichaam maar de volwassen exemplaren hebben lateraal gezien een opvallend gebogen lichaamsvorm. De voorvleugels (hemelytra) tonen een structuur die kenmerkend is voor wantsen. De achtervleugels zijn bij de meeste individuen gereduceerd, deze kunnen niet vliegen. De insecten hebben grote samengestelde ogen, de puntogen (ocelli) zijn verkleind. Zoals bij alle waterwantsen, zijn hun driedelige antennes korter dan hun kop. Het scutellum of rugschild is klein en driehoekig. De poten zijn niet zo sterk aangepast op een zwemmende levenswijze in vergelijking met andere waterwantsen maar de soort is desondanks een redelijk goede zwemmer. De pootuiteinden dragen drieledige tarsi. Zowel mannetjes als vrouwtjes bezitten stridulatie- en gehoororganen tussen het prothorax en het mesothorax. 
Het dwergbootsmannetje is in staat om geluiden te produceren middels stridulatie. De stridulatie-organen bevinden zich bij beide geslachten tussen de voor- en middenzijde van het borststuk. Er is een geribbelde structuur aanwezig op het middelste deel van het borststuk. Deze raspt met knikkende bewegingen op de scherpe uitsteeksels van het prothorax. De op deze manier geproduceerde geluiden zijn voor mensen alleen hoorbaar als er meerdere exemplaren geluiden maken. Bij beide geslachten is ook een gehoororgaan (tympanum) aanwezig. Het bevindt zich aan de voorkant van het middelste borststuksegment. Het trommelvlies is verbonden met een zenuw, die wordt geprikkeld als het trommelvlies trilt. De geluiden dienen vermoedelijk om zwermen te vormen, vooral tijdens het broedseizoen.

## Verspreiding
Het dwergbootsmannetje komt in heel Europa voor behalve in het uiterste noorden. De soort is ook inheems in het Middellandse Zeegebied, inclusief Noord-Afrika en het Midden-Oosten, Centraal-Azië en westelijk Siberië.  De wants leeft in zwaar begroeide, stilstaande en langzaam stromende wateren. Ze bewegen zich meestal tussen de waterplanten of onder kroosbedekkingen en komen in sommige delen van het areaal algemeen voor. 

## Voedsel
Het dwergbootsmannetje is een carnivoor die leeft van kleine diertjes zoals muggenlarven en watervlooien. Prooien worden in het water bejaagd en buitgemaakt. 

## Voortplanting en ontwikkeling
Het dwergbootsmannetje overwintert als volwassen insect in modder en onder stenen en verschijnt in het voorjaar vanaf ongeveer april in het open water. Kort daarna begint het paarseizoen. Tijdens het paren grijpt het smallere mannetje het vrouwtje eerst van achteren vast, maar copuleert dan vanaf de zijkant. Na twee tot drie uur laat het mannetje los. De vrouwtjes leggen hun eieren door met hun legboor in de bladeren van waterplanten te dringen. Na drie tot vier weken is de embryonale ontwikkeling voltooid en komen de larven uit de eieren. Zoals alle insecten zijn de dwergbootsmannetjes hemimetabool, maar de nimfen doorlopen zes in plaats van vijf larvale stadia die de instars worden genoemd. Nadat het laatste stadium na ongeveer zeven weken is voltooid komt het volwassen insect tevoorschijn.